# Elton Dean
Elton Dean (n. 28 octombrie 1945, d. 8 februarie 2006) a fost un muzician de jazz care a cântat la saxofon, saxello și ocazional la claviaturi. Și-a început cariera în formația Bluesology (condusă de Long John Baldry), care îl avea la claviaturi pe Elton John (care pe atunci folosea numele de botez, Reginald Dwight).
A fost membru printre altele cu formația Soft Machine (1969-1972).